# Arrondissement de Mont-de-Marsan
L'arrondissement de Mont-de-Marsan est une division administrative française située dans le département des Landes, en région Nouvelle-Aquitaine.
S'étendant sur plus de 6 000 km2, il est l'arrondissement le plus étendu de France métropolitaine, de la dimension du département de l'Eure.

## Composition

### Découpage cantonal depuis 2015
L'arrondissement se compose de 17 cantons représentant 175 communes : 
- canton d'Aire-sur-l'Adour ;
- canton de Gabarret ;
- canton de Geaune ;
- canton de Grenade-sur-l'Adour ;
- canton de Hagetmau ;
- canton de Labrit ;
- canton de Mimizan ;
- canton de Mont-de-Marsan-Nord ;
- canton de Mont-de-Marsan-Sud ;
- canton de Morcenx ;
- canton de Parentis-en-Born ;
- canton de Pissos ;
- canton de Roquefort ;
- canton de Sabres ;
- canton de Saint-Sever ;
- canton de Sore ;
- canton de Villeneuve-de-Marsan.

### Découpage communal depuis 2015
Depuis 2015, le nombre de communes des arrondissements varie chaque année soit du fait du redécoupage cantonal de 2014 qui a conduit à l'ajustement de périmètres de certains arrondissements, soit à la suite de la création de communes nouvelles. Le nombre de communes de l'arrondissement de Mont-de-Marsan est ainsi de 178 en 2015 et 175 en 2019.
Au 1er janvier 2024, l'arrondissement groupe les 175 communes suivantes :
1. Aire-sur-l'Adour
2. Arboucave
3. Arengosse
4. Argelouse
5. Artassenx
6. Arthez-d'Armagnac
7. Arue
8. Arx
9. Aubagnan
10. Audignon
11. Aureilhan
12. Aurice
13. Bahus-Soubiran
14. Banos
15. Bascons
16. Bas-Mauco
17. Bats
18. Baudignan
19. Belhade
20. Bélis
21. Benquet
22. Betbezer-d'Armagnac
23. Bias
24. Biscarrosse
25. Bordères-et-Lamensans
26. Bostens
27. Bougue
28. Bourdalat
29. Bourriot-Bergonce
30. Bretagne-de-Marsan
31. Brocas
32. Buanes
33. Cachen
34. Callen
35. Campagne
36. Campet-et-Lamolère
37. Canenx-et-Réaut
38. Castandet
39. Castelnau-Tursan
40. Castelner
41. Cauna
42. Cazalis
43. Cazères-sur-l'Adour
44. Cère
45. Classun
46. Clèdes
47. Commensacq
48. Coudures
49. Créon-d'Armagnac
50. Duhort-Bachen
51. Dumes
52. Escalans
53. Escource
54. Estigarde
55. Eugénie-les-Bains
56. Eyres-Moncube
57. Fargues
58. Le Frêche
59. Gabarret
60. Gaillères
61. Garein
62. Gastes
63. Geaune
64. Geloux
65. Grenade-sur-l'Adour
66. Hagetmau
67. Haut-Mauco
68. Herré
69. Hontanx
70. Horsarrieu
71. Labastide-Chalosse
72. Labastide-d'Armagnac
73. Labouheyre
74. Labrit
75. Lacajunte
76. Lacquy
77. Lacrabe
78. Laglorieuse
79. Lagrange
80. Larrivière-Saint-Savin
81. Latrille
82. Lauret
83. Lencouacq
84. Lesperon
85. Liposthey
86. Losse
87. Lubbon
88. Lucbardez-et-Bargues
89. Lüe
90. Luglon
91. Lussagnet
92. Luxey
93. Maillas
94. Maillères
95. Mano
96. Mant
97. Mauries
98. Maurrin
99. Mauvezin-d'Armagnac
100. Mazerolles
101. Mézos
102. Mimizan
103. Miramont-Sensacq
104. Momuy
105. Monget
106. Monségur
107. Montaut
108. Mont-de-Marsan
109. Montégut
110. Montgaillard
111. Montsoué
112. Morcenx-la-Nouvelle
113. Morganx
114. Moustey
115. Onesse-Laharie
116. Ousse-Suzan
117. Parentis-en-Born
118. Parleboscq
119. Payros-Cazautets
120. Pécorade
121. Perquie
122. Peyre
123. Philondenx
124. Pimbo
125. Pissos
126. Pontenx-les-Forges
127. Poudenx
128. Pouydesseaux
129. Pujo-le-Plan
130. Puyol-Cazalet
131. Renung
132. Retjons
133. Rimbez-et-Baudiets
134. Roquefort
135. Sabres
136. Saint-Agnet
137. Saint-Avit
138. Sainte-Colombe
139. Saint-Cricq-Chalosse
140. Saint-Cricq-Villeneuve
141. Sainte-Eulalie-en-Born
142. Sainte-Foy
143. Saint-Gein
144. Saint-Gor
145. Saint-Julien-d'Armagnac
146. Saint-Justin
147. Saint-Loubouer
148. Saint-Martin-d'Oney
149. Saint-Maurice-sur-Adour
150. Saint-Paul-en-Born
151. Saint-Perdon
152. Saint-Pierre-du-Mont
153. Saint-Sever
154. Samadet
155. Sanguinet
156. Sarbazan
157. Sarraziet
158. Sarron
159. Saugnac-et-Muret
160. Le Sen
161. Serres-Gaston
162. Serreslous-et-Arribans
163. Solférino
164. Sorbets
165. Sore
166. Trensacq
167. Uchacq-et-Parentis
168. Urgons
169. Vert
170. Vielle-Soubiran
171. Vielle-Tursan
172. Le Vignau
173. Villeneuve-de-Marsan
174. Ychoux
175. Ygos-Saint-Saturnin

## Démographie
En 2022, l'arrondissement comptait 188 386 habitants.
| 1968    | 1975    | 1982    | 1990    | 1999    | 2006    | 2011    | 2016    | 2021    |
| ------- | ------- | ------- | ------- | ------- | ------- | ------- | ------- | ------- |
| 139 533 | 144 261 | 146 220 | 150 230 | 152 967 | 165 928 | 175 551 | 180 294 | 185 531 |

| 2022    | - | - | - | - | - | - | - | - |
| ------- | - | - | - | - | - | - | - | - |
| 188 386 | - | - | - | - | - | - | - | - |

## Sous-préfets
| Période        | Période   | Identité    | Fonction précédente                                                             | Observation             |
| -------------- | --------- | ----------- | ------------------------------------------------------------------------------- | ----------------------- |
| 1811           | 1812      | Durou       |                                                                                 |                         |
|                |           |             |                                                                                 |                         |
| septembre 2017 | août 2019 | Yves Mathis | Directeur de cabinet du Haut-commissaire de la République en Nouvelle-Calédonie | Inspecteur des finances |
|                |           |             |                                                                                 |                         |